# Johann Gottfried Erckel
Johann Gottfried Erckel (~ 19. März 1767 in Leipzig; † 2. Dezember 1833 ebenda) war ein Leipziger Kaufmann, Bankier und Baumeister sowie Ratsherr und Stadthauptmann von Leipzig.

## Leben
Johann Gottfried Erckel wurde als Sohn des Weinhändlers und Bürgers zu Leipzig, Michael Sigmund Erckel (1725–1796) und dessen Ehefrau Johanna Elisabeth geb. Lucas (1727–1806) geboren und am 19. März 1767 in Leipzig getauft. Erckel erhielt – wahrscheinlich in Anerkennung seiner Verdienste als Stadthauptmann von Leipzig – 1790 eine kolorierte Lithographie des Künstlers Christian Otto, die ihm speziell gewidmet war. 1807 wurde Erckel bereits als Senator erwähnt. 1821 wurde er als Baumeister und Unterschriftsbevollmächtigter des Magistrats der Stadt Leipzig von Obligationen erwähnt.
In seiner Freizeit legte sich Erckel eine umfangreiche und in Fachkreisen anerkannte und beachtete Pflanzensammlung zu. Aufgrund dieser Leidenschaft war er auch Mitglied der „Naturforschenden Gesellschaft zu Leipzig“. 1826 war Erckel als Mitglied des Leipziger Stadtrats auch Vorsteher des Johannishospitals und ließ in dieser Zeit den Johanniskirchhof in Leipzig um über 42.500 Quadratellen erweitern, um den Wunsch vieler Leipziger Familien, Erbbegräbnisse zu errichten, erfüllen zu können. Erckel selbst wurde auf dem 1827 eingerichteten Familiengrab der Familie Erckel auf dem Alten Johannisfriedhof, dem ältesten Friedhof der Stadt Leipzig, in der von ihm erweiterten V. Abteilung beigesetzt.

## Werke
- „An sämtliche im Johannis-Hospital versorgte Personen“, 1830[8]

## Familie
Johann Gottfried Erckel entstammte der weit verzweigten Wirts- und Kaufmannsfamilie Erckel. Sein Großvater väterlicherseits war der Wirt und Weinschenk Zum guldenen Adler in Wöhrd, später Zum roten Ochsen in Nürnberg, Johann Sigmund Erckel (1690–1748). Sein Großvater mütterlicherseits war der Gasthalter Zur güldenen Tanne und Bürger zu Leipzig, Gottfried Lucas (* 1687). Der Gelehrte Johann Sigismund Erckel (1756–1825) war sein Bruder. Seine Schwester Caroline Rahel Erckel (1757–1821) heiratete den Leipziger Bankier Johann Carl Schultze (1744–1815).
Johann Gottfried Erckel heiratete am 14. August 1791 in Wahren bei Leipzig Rahel Johanna geb. Weber (~ 22. Juli 1770 in Leipzig; † 26. September 1844 ebenda), Tochter des Actuarius bei der juristischen Fakultät in Leipzig, Christian Heinrich Gottlieb Weber und dessen Ehefrau Florentine Elisabeth geb. Stirner. Erckels Ehefrau war eine Schwester des Gelehrten, Kirchenrechtlers und königlich-sächsischen Konsistorialpräsidenten Karl Gottlieb von Weber (1773–1849) sowie eine Cousine von Christian Gottfried Körner, dem Vater von Theodor Körner und Freund von Friedrich Schiller.
Ihr Sohn Julius Erckel (* 28. April 1807 in Leipzig; † 12. Februar 1881 ebenda) setzte das väterliche Geschäft als Weinhändler unter der Firmierung „Weinfirma Gebrüder Erckel“ fort, war Kaufmann, Bankier und Hausbesitzer der Häuser Nr. 4 und 14 am Leipziger Markt und ließ 1857 in Loschwitz bei Dresden auf einem Weinberg – dem später sogenannten „Erckelschen Weinberg“ – eine Sommervilla im Schweizer Baustil errichten, das sogenannte „Schweizerhaus“.